# Schwebegestell SG 1262
Das Schwebegestell SG 1262 war ein Erprobungsträger im Rahmen der Entwicklung des Projekts Senkrechtstarter VFW-Fokker VAK 191 B, VJ 101 C und Dornier Do 31. Die Bezeichnung „1262“ stammt von der ursprünglichen Benennung des Projekts VAK 191 B als Focke-Wulf (FW) 1262.

## Technische Fragestellung
Im Rahmen der Entwicklung des Senkrechtstarters VFW-Fokker VAK 191 B galt es, die Kontroll- und Steuerungsfunktionen zu konfigurieren und zu testen. Um Kosten und Risiken während der Entwicklung des Senkrechtstarters zu minimieren, wurde 1966 dazu das Schwebegestell SG 1262 zur Simulation wesentlicher Funktionen konstruiert. Dabei galt es insbesondere, die Flugsteuerung unter Anwendung eines Fly-by-Wire Systems, eines redundanten Flugreglers und eines Selbstdiagnosesystems zu prüfen. Insgesamt wurden in diesem Projekt ca. 650 Stunden Simulationszeit, 2000 Stunden Prüfläufe auf Systemprüfbänken und 6900 Stunden Windkanalversuche dokumentiert.

## Konstruktive Auslegung
Die Konstruktion basiert auf einem trapezförmigen Rahmengestell ohne jegliche Verkleidungen, auch „bed-frame-rig“ (Bettrahmengestell) genannt. Abweichend vom Triebwerkkonzept der VAK 191 B sind fünf Hubtriebwerke Rolls-Royce RB.108 mit jeweils 9000 N Maximalschub montiert. Neben einer umfangreichen Sensorausstattung verfügt es über eine Hilfsgasturbine zur autonomen Energieversorgung und einen Martin-Baker-Schleudersitz. Die Übermittlung der Steuerbefehle erfolgt ausschließlich über eine elektrische Steuerung (Fly-by-Wire) mit mechanischer Rückkoppelung. Dazu hat der Flugregler eine dreifache Redundanz und doppelte elektrohydraulische Servo-Einheiten mit integrierter Selbstüberwachung. Die Steuerimpulse in die drei Steuerachsen werden mit Druckluftdüsen über ein 4000-psi-Hochdruckhydrauliksystem bewerkstelligt, auf die Ansteuerung der Hubtriebwerke zur Lenkung wird bewusst verzichtet. Eine direkte mechanische Einwirkungsmöglichkeit auf die Druckluftsteuerung war für den Notfall vorgesehen. Mit 200 m ausgelegter Flughöhe, 800 kg Kraftstoffbeladung und einer Maximalgeschwindigkeit von 75 km/h wurde eine Flugdauer von ca. 12 min erreicht. Die Startmasse wird mit 4100 kg angegeben.

## Erprobungsdurchführung
Zunächst wurden an einem „Dorn“, einer fixierten Teleskopstange, 40 Fesselflugversuche durchgeführt, bevor am 5. August 1966 erstmals der Testpilot Ludwig Obermeier das Schwebegestell in einem Freiflug erprobte. Im insgesamt 18-monatigen Versuchsprogramm fanden 150 Freiflüge statt. Dazu gehörte auch ein Demonstrationsflug auf der Luftfahrtschau 1968 in Hannover-Langenhagen.

## Ergebnisse
Die Erkenntnisse aus den Versuchen mit dem Schwebegestell konnten trotz der Einstellung aller deutschen Senkrechtstarterprogramme u. a. für die Entwicklung des MRCA Tornado genutzt werden.

## Verbleib
Das Schwebegestell SG 1262 ist in der Wehrtechnischen Studiensammlung Koblenz ausgestellt.